# SkyUp
SkyUp Airlines LLC é uma companhia aérea ucraniana charter e de baixo custo, que iniciou suas operações em maio de 2018.

## História
Em 2016, a SkyUp tornou-se uma empresa registrada em Kiev, Ucrânia. Em 14 de dezembro de 2017, o Ministro da Infraestrutura Volodymyr Omelyan anunciou o lançamento de uma nova transportadora aérea privada nacional chamada de SkyUp Airlines. Os principais acionistas da empresa eram ACS-Ukraine Ltd, Yuri Alba e Tatyana Alba, que também eram proprietárias da operadora de turismo Join UP !, que deveria cooperar com a companhia aérea para fornecer voos charter para pacotes de férias.
Os planos para o primeiro ano incluíam a concentração em voos charter internacionais para destinos populares de verão, bem como voos regulares dentro da Ucrânia e para vários destinos internacionais. A venda de ingressos estava programada para começar em abril de 2018. A SkyUp também pretende cooperar com a Ukraine International Airlines.
A empresa iniciou suas operações em 21 de maio de 2018 com um voo de Kiev-Zhuliany para Sharm el-Sheikh. Em março de 2018, a SkyUp Airlines e a Boeing finalizaram um pedido para a compra de dois Boeing 737 8 MAX e três Boeing 737 MAX 10 com entrega prevista para 2023. Além disso, a companhia aérea tem a opção de comprar mais cinco aeronaves.
Em 20 de fevereiro de 2020, um dos aviões da companhia aérea foi fretado pelo governo ucraniano para evacuar cidadãos de Wuhan durante a pandemia COVID-19, que na época não era uma pandemia.

## Frota

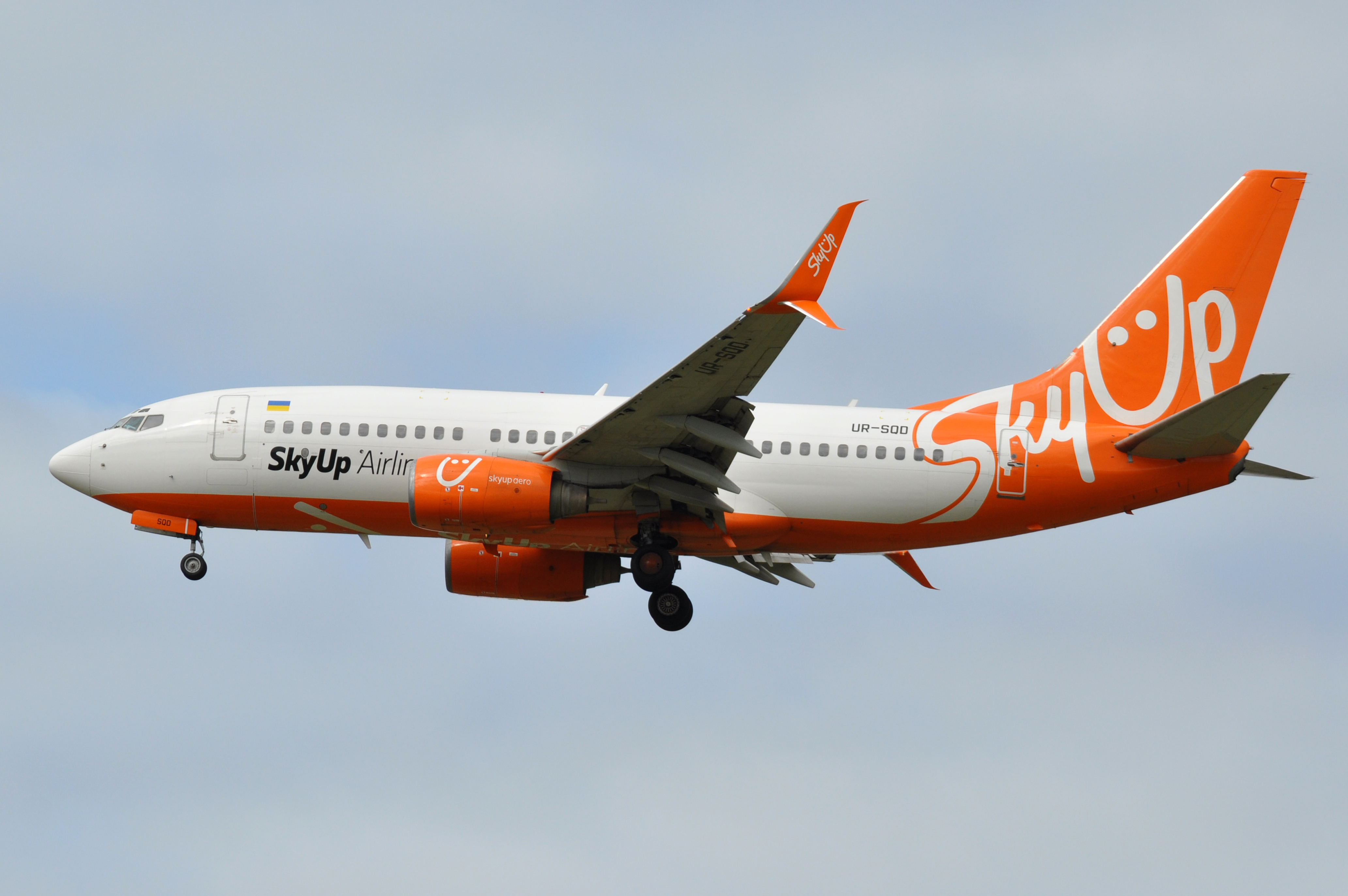
Boeing 737-700 da SkyUp

A frota da SkyUp Airlines consiste nas seguintes aeronaves (Julho de 2021):
| Aeronaves         | Em Serviço | Ordens | Passageiros | Notas |
| ----------------- | ---------- | ------ | ----------- | ----- |
| Boeing 737-700    | 2          | –      | 149         |       |
| Boeing 737-800    | 9          | –      | 189         |       |
| Boeing 737-900ER  | 4          | 1      | 215         |       |
| Boeing 737 MAX 8  | –          | 2      | TBA         |       |
| Boeing 737 MAX 10 | –          | 3      | TBA         |       |
| Total             | 15         | 6      |             |       |